# NGC 36
NGC 36 è una galassia a spirale barrata situata nella costellazione dei Pesci. La sua distanza dalla Terra è di circa 221 milioni di anni luce (68 megaparsec).
È stata scoperta il 27 ottobre 1785 dall'astronomo tedesco naturalizzato britannico William Herschel.